# Migas de pan
Migas de pan és una pel·lícula hispano-uruguaiana de 2016. Dirigida per Manane Rodríguez, és un drama protagonitzat per Cecilia Roth i Justina Bustos. Va ser seleccionada per l'Uruguai per a competir per l'Oscar 2017 a la millor pel·lícula de parla no anglesa.

## Sinopsi
La jove Liliana Pereira Echevaria (Justina Bustos), a Montevideo, universitària i mare d'un bebè, participa en les lluites estudiantils contra la dictadura cívico-militar al seu país. Al costat d'altres dones, és segrestada, tancada i torturada, i desposseïda de la pàtria potestat del seu fill. El suport mutu amb les seves companyes de reclusió l'enforteix i l'acompanya. Després d'anys d'exili a Espanya, i en assabentar-se que serà àvia, Liliana Pereira Echevaria (Cecilia Roth) decideix tornar a l'Uruguai per a participar amb les seves excompanyes en la denúncia de l'infern sofert en la seva joventut i per a recuperar els vincles sentimentals amb el seu fill.

## Repartiment i personatges
- Cecilia Roth és Liliana Pereira Echevaria
- Justina Bustos és Liliana Pereira Echevaria
- Patxi Bisquert
- Ernesto Chao
- María Pujalte
- Margarita Musto
- Quique Fernández
- Andrea Davidovics
- Ignacio Cawen
- Stefanía Crocce
- Sonia Méndez
- Nuria Fló
- Sergio Quintana
- María Vidal
- Artur Trillo

## Premis i nominacions
Premis Mestre Mateo
| Any         | Categoria                    | Receptor                                                                      | Resultat  |
| ----------- | ---------------------------- | ----------------------------------------------------------------------------- | --------- |
| 15ª edición | Millor film                  | Manane Rodríguez                                                              | Nominada  |
| 15ª edición | Millor guió                  | Manane Rodríguez, Xavier Bermúdez                                             | Nominats  |
| 15ª edición | Millor maquillatge i pentina | Susana Veira, Yolanda Sousa, Mariana Correa, Sandra Ramos, María Laura Rebora | Nominades |